# دانشگاه شهرکرد
دانشگاه شهرکرد دانشگاهی دولتی در شهرکرد، مرکز استان چهارمحال و بختیاری است که از جمله دانشگاه‌های سراسری ایران به‌شمار می‌رود.

## تاریخچه
گام آغازین جهت ایجاد دانشگاه شهرکرد، در خردادماه سال ۱۳۵۶ با تأسیس دانشکدهٔ دامپروری شهرکرد در یک ساختمان استیجاری واقع در میدان دانشگاه برداشته شد. پس از انقلاب، با پایان یافتن انقلاب فرهنگی و بازگشایی دانشگاه‌ها در سال ۱۳۶۲، دانشکدهٔ دامپروری به آموزشکدهٔ کشاورزی تبدیل شد و به‌عنوان زیر مجموعهٔ ای از دانشگاه صنعتی اصفهان با پذیرش ۳۰ دانشجو در دو رشتهٔ امور زراعی و امور دامی در مقطع کاردانی به کار خود ادامه داد. در سال ۱۳۶۷ آموزشکده کشاورزی به مجتمع آموزش عالی ارتقاء یافت و در تاریخ ۱۶ دی‌ماه ۱۳۷۰ با موافقت شورای گسترش آموزش عالی کشور مجتمع آموزش عالی شهرکرد به «دانشگاه شهرکرد» تبدیل شد. 
فضاهای آموزشی، کمک آموزشی و رفاهی موجود در دانشگاه بالغ بر ۱۴۷۰۰۰ متر مربع بوده و ۴۰۰۰۰ متر مربع نیز در دست احداث می‌باشد. دانشگاه شهرکرد در حال حاضر دارای ۳۳۰ عضو هیئت علمی، بیش از ۳۰۰ کارمند، بیش از ۷ هزار دانشجو و ۴۹ رشته در مقطع کارشناسی، ۷۹ رشته کارشناسی ارشد، ۳۶ رشته دکتری تخصصی و ۱ رشته دکتری حرفه‌ای می‌باشد. 
در حال حاضر این دانشگاه دارای ۸ دانشکده (فنی و مهندسی، ادبیات و علوم‌انسانی، علوم پایه، ریاضی، دامپزشکی، کشاورزی، منابع طبیعی و علوم زمین، علوم انسانی و هنر فارسان) همچنین۶ پژوهشکده (فناوری جنین دام، زیست فناوری، بیماری‌های مشترک انسان و دام، مرکز رشد، مرکز تحقیقات منابع آب و نانو) می‌باشد. همچنین در سال ۱۳۹۵ مرکز شتابدهی نوآوری و مرکز تخصصی آپا (آگاهی رسانی، پشتیبانی و امدادرسانی) در دانشگاه راه‌اندازی گردید.

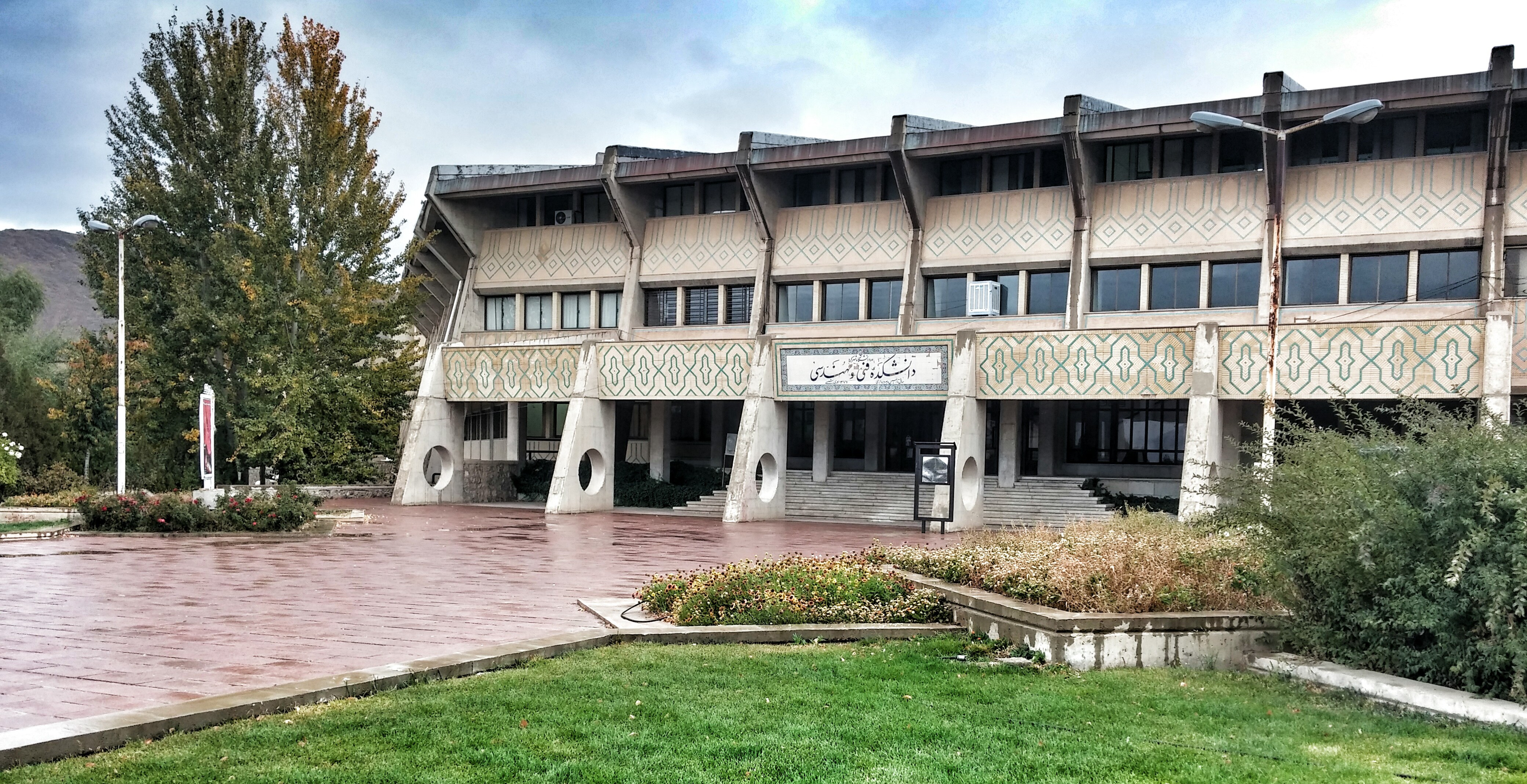
نمایی از دانشکده فنی و مهندسی

دانشگاه شهرکرد در سال ۲۰۱۷ میلادی برای اولین بار در فهرست یک درصد دانشگاه‌های برتر جهان و هم چنین در زمره دانشگاه‌های مؤثر مهندسی جهان قرار گرفت و به لحاظ تولید بیشترین مقالات یک درصد برتر ISI در میان دانشگاه‌های جامع کشور موفق به کسب رتبه ۱۸ گردید. این دانشگاه از سال ۱۳۹۶ شروع به جذب دانشجویان خارجی در رشته‌های ادبیات و علوم انسانی و حقوق کرده است.
با توجهات و تدابیر دولت و برنامه‌ریزی‌های منسجم و تلاش همه‌جانبه مجموعه دانشگاه شهرکرد، این دانشگاه توانسته است در عرصه‌های مختلف موفقیت‌های بزرگی به دست آورد و خود را به‌عنوان یکی از دانشگاه‌های موفق به عرصه آموزش عالی کشور معرفی کند.
در طی سال‌ها تشکل‌ها و کانون‌های زیادی در دانشگاه ایجاد شده است که بزرگ‌ترین آن‌ها بسیج دانشجویی دانشگاه شهرکرد است.

## دانشکده‌ها

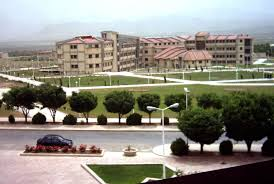
نمایی از دانشکده علوم پایه دانشگاه شهرکرد

- دانشکده علوم ریاضی
- دانشکده ادبیات و علوم انسانی
- دانشکده دامپزشکی
- دانشکده علوم پایه
- دانشکده فنی و مهندسی
- دانشکده کشاورزی
- دانشکده منابع طبیعی و علوم زمین
- دانشکده هنر در فارسان

## نشریات علمی
دانشگاه شهرکرد دارای ۸ نشریهٔ علمی شامل ۲ نشریهٔ علمی - پژوهشی با عنوان پژوهش آب ایران و نشریه علوم درمانگاهی دامپزشکی ایران و ۶ نشریهٔ علمی - تخصصی با عنوان بیماری‌های مشترک انسان و دام، پژوهش‌های مکانیک ماشین‌های کشاورزی، فصلنامه ادبیات و علوم انسانی، مجله مدیریت خاک، مجله گیاه و تنش‌های محیطی و مجله پژوهش در تغذیه دام می‌باشد.

## افتخارات دانشگاه
- رکورد جهانی مسابقات خرپای ماکارونی در سومین دورهٔ مسابقات که به همت انجمن علمی مهندسی عمران در اردیبهشت ۱۳۸۸ برگزار گردید شکسته شد.[۲]
- دانشگاه شهرکرد در سال ۱۳۹۱، رتبه ۱۷ کشور در قبولی دانش آموختگان کارشناسی ارشد در مقطع دکتری تخصصی را کسب کرد.[۳]
- این دانشگاه توانسته است در عرصه‌های مختلف موفقیت‌های بزرگی به دست آورده و خود را به عنوان یکی از دانشگاه‌های موفق به عرصه آموزش عالی کشور معرفی کند. که از این توفیقات می‌توان به توفیق میزبانی و تدفین ۵ شهید گمنام در دانشگاه شهرکرد اشاره کرد.
- همچنین کسب رتبه ششم دانشگاه‌های کشور در سرانه تعداد طرح‌های پژوهشی درون دانشگاهی، کسب رتبه هفتم دانشگاه‌های کشور در سرانه مقاله‌های نمایه شده در ISI به ازای هر پژوهشگر و کسب رتبه یازدهم سرانه دستاوردهای علمی- پژوهشی در بین دانشگاه‌های سراسر کشور در حوزه پژوهشی میباشد.
- کسب مدال طلای آسیایی از اولین نمایشگاه و جشنواره اختراعات و ابتکارات ایده‌های برتر، کسب رتبه دوم جشنواره شیخ بهایی، کسب رتبه سوم جشنواره ملی جوان ایرانی، کسب مدال طلای المپیاد جهانی اختراعات نانو الکترونیک کره جنوبی، کسب رتبه اول جشنواره جوان ایرانی در بخش کشاورزی در بزرگ‌ترین نمایشگاه فناوری اطلاعات و ارتباطات جهان CEBIT به عنوان یکی از سه نماینده رسمی و علمی ایران، از افتخارات به دست آمده توسط واحدهای فناور مرکز رشد واحدهای فناوری دانشگاه شهرکرد است.
- نسبت بیش از ۹۵ درصدی استادیار و بالاتر اعضای هیئت علمی، توسعه چشمگیر رشته‌های تحصیلات تکمیلی و سهم ۷۰ درصدی رشته‌های تحصیلات تکمیلی از مجموع رشته‌های تحصیلی دانشگاه شهرکرد، قبولی بیش از ۷۹ درصد دانش آموختگان مقطع کارشناسی نسبت به دانش آموختگان همان سال دانشگاه در آزمون سراسری کارشناسی ارشد سال ۹۰ و کسب رتبه ۱۷ کشور در قبولی دانش آموختگان کارشناسی ارشد در مقطع دکتری تخصصی، کسب رتبه دوم قبولی کارشناسی ارشد در بین دانشگاه‌های کشور توسط دانشکده علوم ریاضی دانشگاه شهرکرد در آزمون سراسری کارشناسی ارشد سال ۹۱، کسب رتبه برتر توسط ده نفر از دانشجویان دانشگاه در المپیاد دانشجویی کشور و رتبه چهارم کشور درجذب عضو هیئت علمی با درجه دکتری از جمله افتخارات این دانشگاه در حوزه آموزشی است.
- انتخاب کرسی آزاداندیشی دانشگاه شهرکرد به عنوان کرسی آزاداندیشی برتر دانشگاه‌های کشور، کسب رتبه ۴ دانشگاه‌های بزرگ در فعالیت‌های فرهنگی، کسب رتبه دوم منطقه ۴ کشور در ارزیابی عملکرد حوزه فرهنگی دانشگاه‌ها، کسب عناوین برتر سه دوره جشنواره ملی حرکت (دستاوردهای انجمن‌های علمی)، کسب رتبه برتر منطقه ۴ کشور در جشنواره ملی رویش (دستاوردهای کانون‌های فرهنگی) و کسب عناوین برتر جشنواره‌های مختلف کشوری و استانی نشریات توسط نشریات دانشجویی، از افتخارات دانشگاه شهرکرد در حوزه فعالیت‌های فرهنگی است.
- کسب ۲ عنوان نمونه کشوری در کیفیت خوابگاه‌های دانشجویی، انتخاب به عنوان دانشگاه برتر در زمینه‌های سرانه فضای استاندارد هر فرد در خوابگاه و تنوع برنامه غذایی، قهرمانی و کسب عناوین برتر بسیاری از مسابقات ورزشی منطقه ای و کشوری و راهیابی به المپیاد ورزشی دانشجویان توسط تیم‌های ورزشی دانشگاه، کسب عنوان مرکز مشاوره دانشجویی فعال دانشگاه‌های سراسر کشور به انتخاب دفتر مرکزی مشاوره وزارت علوم در سال‌های ۹۰ و۹۱ و دبیر نمونهٔ منطقه در سال ۹۱ و رشد ۷۵درصدی تسهیلات اعطایی به دانشجویان دانشگاه شهرکرد در سال تحصیلی ۹۲–۹۱، از افتخارات بدست آمده در حوزه معاونت دانشجویی دانشگاه است.
- از افتخارات دیگر دانشگاه میتوان به اخذ اعتبار علمی – پژوهشی از وزارت علوم، تحقیقات و فناوری برای مجله پژوهش آب ایران، کسب رتبه پنجم طرح‌های برون سازمانی فنی و مهندسی کشور و کسب رتبه دوم سرانه درآمد پژوهشی جذب شده نسبت به پژوهشگر در بین پژوهشکده‌ها و مراکز تحقیقاتی کشور توسط مرکز تحقیقات منابع آب، تولید آزمایشگاهی جنین گوسفند و تولد اولین بره سالم در کشور از طریق لقاح خارج رحمی، همچنین تولید جنین‌های شبیه‌سازی شده گوسفند توسط پژوهشکده فناوری جنین دام، اشاره کرد.[نیازمند منبع]